# Drzewo genealogiczne Hołowniów herbu własnego
```
Dymitr Hołownia †
XV w.
, książę, właściciel dóbr Ostrożec
[
1
]
, 
 ~ NN
 └─>Iwan Hołownia †
XV w.

   ~ NN
   ├─>Gleb Hołownia †
XV w.

   └─>Michajło Hołownia †
XV w.

      ~ NN Dochnowicz
      ├─>Katarzyna Hołownia Ostrożecka 
      ├─>Bieluchna Hołownia Ostrożecka
      │  ~ Jan Kotwicz
      └─>Piotr Hołownia Ostrożecki, †
XVI w.
, 
horodniczy
 
trocki

         ~ 1. NN
         ├─>Fedor Hołownia Ostrożecki *
XVI w.
 †po 
1569
 r.
         │  ~ Hanna Odyncewicz
         │  ├─>Anna Hołownia Ostrożecka *
XVI w.
 †po około 1590 r.
         │  │  ~ 
Adam Pociej
 
         │  ├─>Andrzej Hołownia Ostrożecki *
XVI w.
 † 
1585

         │  │  ~ Nastazja Jełowiczówna Malińska
         │  └─>Maryna Hołownia Ostrożecka *
XVI w.
 
         │     ~ Fedor Tuszewicki
         └─>Jurij Hołownia Ostrożecki *
XVI w.
 †
1543
 r. 
             ~ Hanna 
Sanguszko

         ~ 2. Zofia Andrejewna
         └─>Zofia Hołownia Ostrożecka *
XVI w.

            ~ Olechno Koziński
            └─>Dymitr Koziński
```